# 羽鳥靖子
羽鳥 靖子（はとり やすこ、1945年4月23日 - ）は、日本の女優、声優。

## 来歴
東京都出身。
1966年に劇団未来劇場入団。1987年に劇団未来劇場退団。
1999年からマウスプロモーション所属。

## 人物
声優としては、テレビアニメ、外画などを中心に活躍
現在S&S Entertainment Schoolの声優・演劇コースにて講師としても活動中。

## 出演

### テレビアニメ
1993年
- 若草物語 ナンとジョー先生（エーシア）

1995年
- ロミオの青い空（エッダ・ロッシ）

1996年
- 家なき子レミ（ロジーヌ、シモーヌ）
- ドラゴンボールGT（リルカ）

1998年
- DTエイトロン（ババーラ）

1999年
- 週刊ストーリーランド（1999年 - 2001年、母、ナレーション、老婆）

2000年
- HAND MAID メイ（おばあちゃん、おばちゃん）

2001年
- コスモウォーリアー零（おばあさん）

2002年
- Witch Hunter ROBIN（老婆）

2004年
- お伽草子（ナレーション）
- GANTZ（熊井チヅ）

2005年
- ARIA The ANIMATION（おばあさん）
- 陰陽大戦記（大女将）
- タイドライン・ブルー（おばあ）
- ハチミツとクローバー（みずえ）

2006年
- 桜蘭高校ホスト部（前園シマ）
- ドラえもん（テレビ朝日版第2期）（2006年 - 2015年、のび太のおばあちゃん）
- 西の善き魔女 Astraea Testament（セルマ）

2007年
- レ・ミゼラブル 少女コゼット（老婆）

2008年
- 二十面相の娘（ばあや）
- ポルフィの長い旅（老婆）

2009年
- アラド戦記〜スラップアップパーティー〜（胴元のおばちゃん）
- うみねこのなく頃に（熊沢チヨ）

2010年
- ヨスガノソラ（春日野操）

2012年
- 絶園のテンペスト（老人B）

2013年
- 名探偵コナン（2013年 - 2017年、小蓑夏江、木島いね、淡路友江、寺門しげみ、甲田由）

2014年
- ばらかもん（木下商店の店長）
- ブレイドアンドソウル（ミラ）

2017年
- このはな綺譚（老狐 妻）

2021年
- ドラゴン、家を買う。（グライアイB）

### 劇場アニメ
- 邦ちゃんの一家ランラン（1994年、おばあちゃん）
- ふるさと-JAPAN（2007年、三木文具店店主）
- コードギアス 亡国のアキト 第3章「輝くもの天より堕つ」（2015年、まゆげ婆さん）

### OVA
- 魔法少女隊アルス THE ADVENTURE（2007年、大魔女）

### Webアニメ
- クレヨンしんちゃん外伝 家族連れ狼（2017年、ばあや）
- マウスどうぶつえん（2017年、シバイヌのやすこ / マウスプロブラウン）

### ゲーム
- ガチャメカスタジアム サルバト〜レ（2004年、しんたいそうコーチ）
- 3年B組金八先生 伝説の教壇に立て!（2004年、雪也の祖母）
- うみねこのなく頃に 〜魔女と推理の輪舞曲〜（2010年、熊沢チヨ）
- 黄金夢想曲（2010年、熊沢チヨ）
- うみねこのなく頃に散 〜真実と幻想の夜想曲〜（2011年、熊沢チヨ[6]）
- うみねこのなく頃に咲 〜猫箱と夢想の交響曲〜（2021年、熊沢チヨ[7]）

### ドラマCD
- MAUSU THEATER

### 吹き替え

#### 映画
- I love ペッカー（ミーママ）
- インターステラー（老女2）
- 歌え!ロレッタ愛のために（クララ）
- オン・ザ・ロック（グラン〈バーバラ・ベイン〉）
- THE BATMAN-ザ・バットマン-[8]
- SONNY ソニー（ジュエル〈ブレンダ・ブレッシン〉）
- 天使のキス・ショット（サラ・コリンズ〈ウーピー・ゴールドバーグ〉）
- マトリックス レザレクションズ（フレイア〈テルマ・ホプキンス〉[9]）
- メアリー・ベリーの私の大好きなレシピ（メアリー・ベリー）
- ラッキー・ガール
- 私たちの幸せな時間（シスターモニカ）

#### ドラマ
- アメリカン・ゴシック 〜偽りの一族〜
- スイート・ライフ（ミュリエル〈エステル・ハリス〉）
- スタートレック:ディープ・スペース・ナイン（サラ）
- ベルグレービア 秘密だらけの邸宅街（キャロライン・ベラシス / ブロッケンハースト伯爵夫人〈ハリエット・ウォルター〉[10]）
- ホワイトカラー（ジューン・エリントン〈ダイアン・キャロル〉）
- 名探偵ポワロ 三幕の殺人（バビントン夫人）

#### テレビ番組
- ブリティッシュ ベイクオフ（メアリー・ベリー）

### テレビドラマ
- 本日も晴天なり（1981年）
- 北の国から（1982年） ‐ スナック「駒草」のママ 役
- おんな太閤記 - すえ 役
- 君は海を見たか - 坂本看護婦 役
- 恐怖劇場アンバランス - お竹 役